# Громашово
Громашово — деревня в Рославльском районе Смоленской области России. Входит в состав Пригорьевского сельского поселения. Население — 33 жителя (2007 год). 
Расположена в южной части области в 24 км к юго-востоку от Рославля, в 9 км северо-восточнее автодороги А141 Орёл — Витебск, на берегу реки Поповка. В 6 км юго-западнее деревни расположена железнодорожная станция Пригорье на линии Рославль — Брянск. 

## История
В годы Великой Отечественной войны деревня была оккупирована гитлеровскими войсками в августе 1941 года, освобождена в сентябре 1943 года.